# Estill Springs
Estill Springs is een plaats (town) in de Amerikaanse staat Tennessee, en valt bestuurlijk gezien onder Franklin County.

## Demografie
Bij de volkstelling in 2000 werd het aantal inwoners vastgesteld op 2152.
In 2006 is het aantal inwoners door het United States Census Bureau geschat op 2279, een stijging van 127 (5.9%).

## Geografie
Volgens het United States Census Bureau beslaat de plaats een oppervlakte van
12,9 km², waarvan 12,2 km² land en 0,7 km² water.

## Plaatsen in de nabije omgeving
De onderstaande figuur toont nabijgelegen plaatsen in een straal van 24 km rond Estill Springs.